# Tonea, Alba
Tonea este un sat în comuna Săsciori din județul Alba, Transilvania, România.

## Obiective turistice
- Rezervația naturală Oul Arșiței (0,2 ha).